# BioData Mining
BioData Mining es una revista científica de acceso abierto revisada por pares que cubre los métodos de minería de datos aplicados a la biología computacional y la medicina , publicada por BioMed Central . Fue establecida en 2008.
Su factor de impacto de 2019 es 2.672.
En el rango de la revista SCImago, figura en la categoría superior del primer trimestre para las áreas de aplicaciones de ciencias de la computación  y teoría y matemáticas computacionales.
Según SCI Journal, la revista tiene un factor de impacto actual (2022) de 2,522.

## Resumen e indexación
La revista está resumida e indexada por:
- Resúmenes biológicos (Biological Abstracts)
- BIOSIS
- Embase
- EmBiología
- EmCare
- MEDLINE / PubMed
- Índice de citas científicas ampliado (Science Citation Index Expanded (SCIE))
- Scopus

## Métricas de revista
2022
- Web of Science Group : 2.522
- Índice h de Google Scholar: 32
- Scopus: 3.595